# Louis Duplain
Pour les articles homonymes, voir Duplain.
Louis Duplain (Besançon, 21 septembre 1860 - Besançon, 10 septembre 1931) est un ouvrier-horloger et poète français,,,,.

## Biographie
Fils et petit-fils d'horloger, Louis Duplain poursuit le métier comme travailleur à domicile pour les manufactures locales. Proche de l'ouvrier-horloger Louis Mercier avec lequel il partage également l'amour de la poésie, les deux compères accèdent rapidement à la notoriété étant notamment remarqués par Victor Hugo et Théophile Gautier. Alors que Louis Mercier évoque volontiers sa profession, Louis Duplain aborde davantage la Franche-Comté à travers son histoire et ses paysages,, non sans une vision parfois marquée par les idées socialistes. Enterré au cimetière des Chaprais à quelques allées de Louis Mercier, les deux bisontins sont communément désignés sous le titre de poètes-horlogers. En l'honneur de Louis Duplain, une sculpture lui est dédiée en 1930 près de la cathédrale Saint-Jean, et une rue du quartier Rosemont fut baptisée en son nom.

## Publications
- La Loue (1892)[2],[6] ;
- Grains de maïs (1895)[2],[6] ;
- Autour du clocher (1906)[2],[1],[3],[6] ;
- Images rustiques (1930)[2],[1],[6].